# Ексикатор

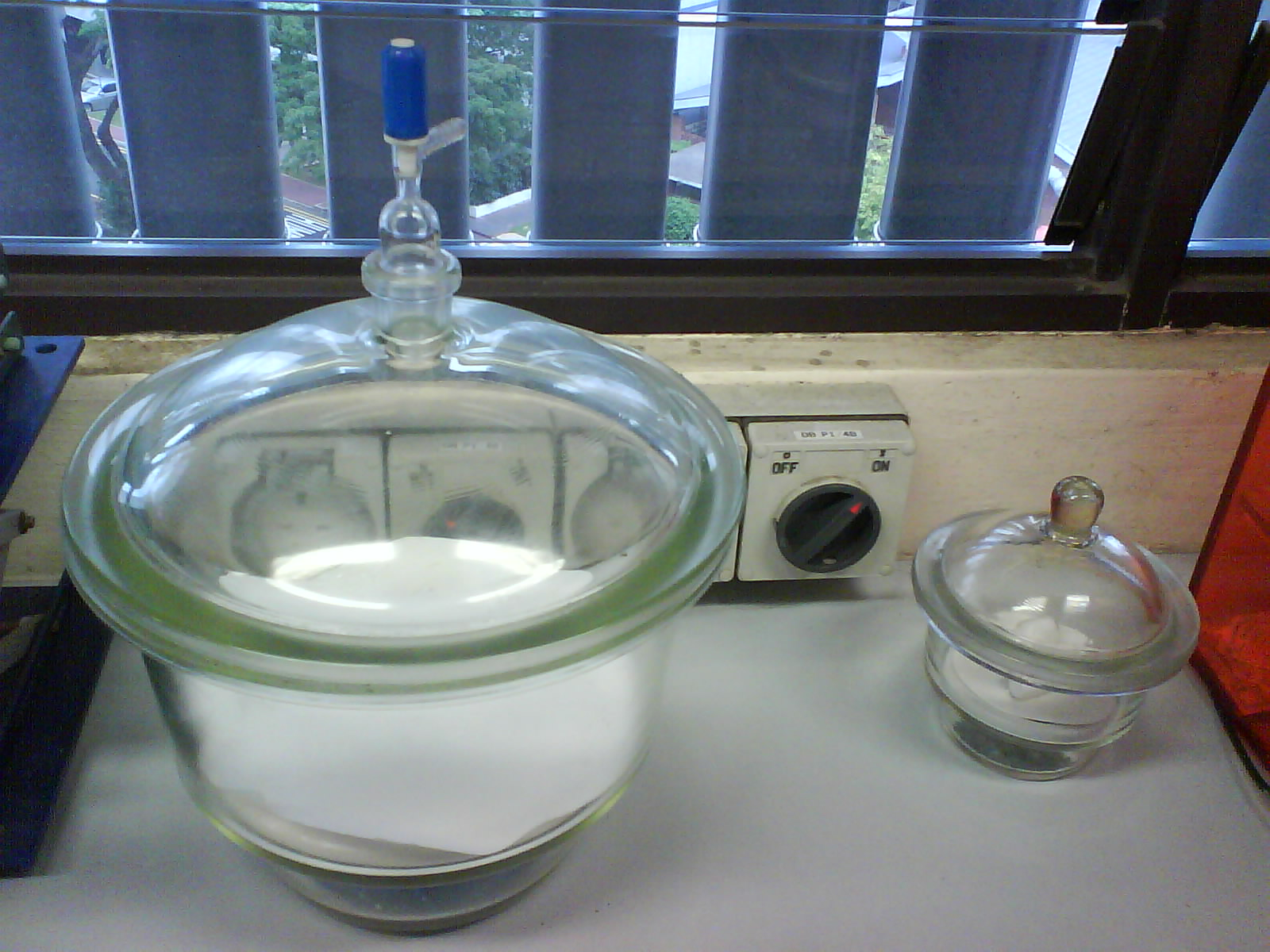
Ексикатор

Ексика́тор — посудина, в якій підтримується певна вологість повітря (зазвичай близька до нуля), виготовлена з товстого скла або пластику. Площина з'єднання з кришкою для досягнення герметичності змащується спеціальним мастилом. Використовується для повільного висушування при кімнатній температурі або при нагріванні (товстостінне скло витримає повільне рівномірне нагрівання), зберігання гігроскопічних сполук, при гравіметрії, коли важливо не допустити насичення досліджуваних речовин невизначеною кількістю води з повітря, а також у ґрунтознавстві для зняття основних гідрофізичних характеристик. Для збільшення швидкості висушування можливе створення вакууму всередині ексикатора (для цього існують кришки з шліфованими роз'ємами для приєднання до вакуум-насосу), поєднання вакууму з нагріванням може бути обмежене зменшенням в'язкості мастила при нагріванні (розгерметизацією).
Ексикатор має особливу форму для розміщення ґратчастого порцелянового піддона, на якому встановлюються бюкси. На дно ексикатора поміщається гігроскопічна речовина для осушення або розчин, що підтримує певний парціальний тиск водяної пари.